# Sekundärinfektion
Als Sekundärinfektion bezeichnet man eine Infektion, die zusätzlich und mit einem anderen Erreger als dem der zunächst vorhandenen Infektion (Primärinfektion) erfolgt.

## Krankheitsfolgen
Eine solche nach einer Primärinfektion erfolgte weitere Infektion kann das Immunsystem vor große Probleme stellen und auch die Therapie und Medikation erschweren. Der Verlauf einer solchen Erkrankung ist zumeist auch heftiger und zeichnet sich durch vielfältige Symptome aus. Zumeist kommt es zur Ausprägung eines Syndroms.
Von besonderer Bedeutung sind Sekundärinfektionen mit Viren, Bakterien oder Pilzerkrankungen, wenn schon die Primärinfektion mit einer Schwächung des Immunsystems  einhergeht; Beispiele hierfür sind eine Sekundärinfektion mit Pilzen bei AIDS-Kranken sowie eine Sekundärinfektion mit Bakterien während einer Influenza-Infektion.
Bekannte, häufige Erreger von Sekundärinfektionen sind beispielsweise die Herpesviren.